# Internazionali Femminili di Palermo 2021
Gli Internazionali Femminili di Palermo 2021, conosciuti anche come Palermo Ladies Open, sono stati un torneo femminile di tennis giocato sulla terra rossa. È stata la 29ª edizione del torneo, che fa parte della categoria WTA 250 nell'ambito del WTA Tour 2021. Si sono giocati al Country Time Club di Palermo in Italia, dal 19 al 25 luglio 2021.

## Partecipanti

### Teste di serie
| Nazionalità | Giocatrice         | Ranking* | Testa di serie |
| ----------- | ------------------ | -------- | -------------- |
| Stati Uniti | Danielle Collins   | 49       | 1              |
| Russia      | Ljudmila Samsonova | 55       | 2              |
| Svizzera    | Jil Teichmann      | 56       | 3              |
| Cina        | Zhang Shuai        | 60       | 4              |
| Germania    | Andrea Petković    | 97       | 5              |
| Bulgaria    | Viktorija Tomova   | 109      | 6              |
| Francia     | Océane Dodin       | 116      | 7              |
| Australia   | Astra Sharma       | 128      | 8              |

### Altre partecipanti
Le seguenti giocatrici hanno ricevuto una wild card per il tabellone principale:
- Nuria Brancaccio
- Lucia Bronzetti
- Lucrezia Stefanini
- Zhang Shuai

Le seguenti giocatrici entrano nel tabellone principale usando il ranking protetto:
- Alexandra Dulgheru
- Mandy Minella

Le seguenti giocatrici sono passate dalle qualificazioni:

- Marina Bassols
- Katharina Gerlach
- Zheng Qinwen
- Elena-Gabriela Ruse

### Ritiri
Prima del torneo
- Sorana Cîrstea → sostituita da  Leonie Küng
- Elisabetta Cocciaretto → sostituita da  Grace Min
- Sara Errani → sostituita da  Lara Arruabarrena
- Viktorija Golubic → sostituita da  Francesca Di Lorenzo
- Ana Konjuh → sostituita da  Alexandra Dulgheru
- Jasmine Paolini → sostituita da  Jaqueline Cristian
- Bernarda Pera → sostituita da  Olga Danilović
- Arantxa Rus → sostituita da  Natal'ja Vichljanceva
- Patricia Maria Țig → sostituita da  Cristina Bucșa
- Martina Trevisan → sostituita da  Giulia Gatto-Monticone
- Renata Zarazúa → sostituita da  Vitalija D'jačenko

## Partecipanti al doppio

### Teste di serie
| Nazione       | Giocatrice     | Nazione     | Giocatrice           | Rank1 | Teste di serie |
| ------------- | -------------- | ----------- | -------------------- | ----- | -------------- |
| Giappone      | Eri Hozumi     | Cina        | Zhang Shuai          | 181   | 1              |
| Romania       | Andreea Mitu   | Paesi Bassi | Rosalie van der Hoek | 187   | 2              |
| Germania      | Vivian Heisen  | Australia   | Astra Sharma         | 235   | 3              |
| Nuova Zelanda | Erin Routliffe | Belgio      | Kimberley Zimmermann | 278   | 4              |

* Ranking al 12 luglio 2021.

### Altre partecipanti
Le seguenti coppie di giocatrici hanno ricevuto una wild card per il tabellone principale:

## Punti
| Evento    | V   | F   | SF  | QF | 2T | 1T   | Q    | Q2   | Q1   |
| Singolare | 250 | 180 | 110 | 60 | 30 | 1    | 18   | 12   | 1    |
| Doppio    | 250 | 180 | 110 | 60 | 1  | N.D. | N.D. | N.D. | N.D. |

## Montepremi
| Evento    | V        | F       | SF      | QF      | 2T      | 1T     | Q3     | Q2     | Q1     |
| Singolare | $163,085 | $86,840 | $46,345 | $24,880 | $13,311 | $6,398 | $3,791 | $2,021 | $1,122 |
| Doppio    | $50,876  | $27,155 | $14,845 | $7,562  | $4,098  | N.D.   | N.D.   | N.D.   | N.D.   |

*per team

## Campionesse

### Singolare
Danielle Collins ha sconfitto in finale  Elena-Gabriela Ruse con il punteggio di 6-4, 6-2.

### Doppio
Erin Routliffe /  Kimberley Zimmermann hanno sconfitto in finale  Natela Dzalamidze /  Kamilla Rachimova con il punteggio di 7–6(5), 4-6, [10-4].